# Robert Smith (muzyk)
Robert James Smith (ur. 21 kwietnia 1959 w Blackpool) – brytyjski muzyk rockowy, założyciel i lider grupy The Cure.

## Życiorys
W dzieciństwie wraz z rodzicami (Rita i Alex) oraz rodzeństwem (Richard – ur. 1946, Margaret – ur. 1950 i Janet – ur. 1960) przeniósł się do podlondyńskiego Crawley. Tam dorastał i stawiał pierwsze kroki w świecie muzyki. W szkole podstawowej St. Francis po raz pierwszy spotkał Lola Tolhursta.
Przygoda Smitha z muzyką rozpoczęła się od gitary otrzymanej w prezencie gwiazdkowym od rodziców 1972 roku. W owym czasie przez pewien okres uczęszczał na lekcje nauki gry na tym instrumencie. W świat muzyki rockowej wprowadzał go także starszy brat, Richard. Wśród młodzieńczych fascynacji Smith wymienia Alexa Harveya (lidera zespołu The Sensational Alex Harvey Band), Davida Bowiego, Jimiego Hendriksa i muzyków z kręgu tzw. glam rocka, tj. T. Rex czy Slade.
W wieku 15 lat Smith był skrzydłowym młodzieżowej drużyny piłki nożnej – Wasps (Three Bridges).
W okresie nastoletnim Smith bywał członkiem i założycielem kilku amatorskich formacji muzycznych grających niewydarzone formy folku i rocka czy skupionych na wykonywaniu coverów znanych gwiazd muzyki. Te „garażowe”, złożone z kolegów ze szkoły, zespoły to m.in. Malice, The Crawley Goat Band, The Obelisks oraz w końcu Easy Cure.
Ten ostatni projekt w 1978 roku przekształcił się w The Cure. Wtedy to Smith postanowił na poważnie zająć się muzyką. Od tego momentu jest niekwestionowanym liderem zespołu, wyłącznym wokalistą, autorem wszystkich tekstów i kompozytorem większości muzyki. Ponadto gra na gitarze, a w miarę potrzeb sięga po inne instrumenty. Na wydanym w 1984 roku albumie The Cure pt. „The Top” Smith zagrał na wszystkich instrumentach z wyjątkiem perkusji. Od 1980 roku jest też współproducentem wszystkich albumów The Cure. Charakterystyczny wygląd Smitha (długie, czarne natapirowane włosy i niedbały makijaż na twarzy) stał się jednym z głównych elementów wizualnego wizerunku The Cure.
Pomimo ciągłego zaangażowania w działalność The Cure, Robert Smith brał także udział w innych przedsięwzięciach. M.in. w latach 1982–1984 był gitarzystą znanej brytyjskiej grupy nowofalowej Siouxsie and the Banshees. Jako oficjalny członek Siouxsie and the Banshees grał na koncertowym albumie „Nocturne” w 1983, a następnie był współautorem i nagrał w 1984 album „Hyaena”. Niejednokrotnie wspierał też mało znanych wykonawców z wytwórni fonograficznej Fiction Records, z którą The Cure związani byli przez cały okres istnienia przedsiębiorstwa, tj. pomiędzy 1978 a 2001 rokiem. W latach 90. Smith został współzałożycielem i udziałowcem niezależnej londyńskiej radiostacji rockowej XFM.
W 2018 został zaproszony do pełnienia obowiązków kuratora festiwalu Meltdown.

## Życie prywatne
Deklaruje się jako ateista. W wieku 13 lat poznał na kółku teatralnym Mary Poole, która od tego czasu aż do dziś jest stałą towarzyszką życia Smitha. Wzięli ślub w 1988 roku, nie mają dzieci. Obecnie mieszka w miejscowości Bognor Regis położonej na brytyjskim wybrzeżu kanału La Manche.